# Bont verfdrupje
Het bont verfdrupje (Oxycera rara) is een vliegensoort uit de familie van de wapenvliegen (Stratiomyidae). De wetenschappelijke naam van de soort werd gepubliceerd in 1763 door Scopoli.